# QJM: An International Journal of Medicine
QJM: An International Journal of Medicine, abgekürzt QJM für Quarterly Journal of Medicine, ist eine wissenschaftliche Fachzeitschrift, die von der Oxford University Press für die Association of Physicians of Great Britain and Ireland veröffentlicht wird.
Die Zeitschrift wurde 1907 von dem kanadischen Mediziner Sir William Osler als „Quarterly Journal of Medicine“ gegründet und erschien dem Namen entsprechend zunächst viermal jährlich. 1985 erfolgte die Umstellung auf eine bis heute bestehende monatliche Erscheinungsweise, die Abkürzung „QJM“ des ursprünglichen Namens wurde dabei beibehalten und durch den Zusatz „An International Journal of Medicine“ ergänzt. Derzeitiger Herausgeber ist Seamas Donnelly vom Trinity College im irischen Dublin.
Die Zeitschrift umfasst Originalarbeiten, systematische Übersichtsarbeiten, Richtlinien für die Praxis, Fall- und Bildberichte und Kommentare, die sich mit allen Themenbereichen der Inneren Medizin befassen. Mit einem Impact Factor von 2,495 im Jahr 2014 wird die Zeitschrift nach der Statistik des ISI Web of Knowledge auf Platz 36 von 153 bewerteten Zeitschriften der Kategorie „Allgemeine und Innere Medizin“ geführt.